# Christian Friedrich Prange
Christian Friedrich Prange (* 20. April 1752 in Halle/Saale; † 12. Oktober 1836 ebenda) war ein deutscher Philosoph, Jurist und Akademiker im Bereich der bildenden Künste.

## Leben
Christian Friedrich Prange studierte zunächst Jurisprudenz an der Friedrichs-Universität Halle und erlangte dort die Magisterwürde. 1778 wechselte er in die Philosophische Fakultät und publizierte bei Renger in Halle einen dreiteiligen Entwurf einer Akademie der bildenden Künste als 'Beleg seines Wissens und Könnens'. Dieses theoretisch, praktisch und kunsthistorisch orientierte Werk bietet einen umfassenden, klar formulierten Lehrplan 'zu einer Zeichenschule […], deren Absicht eigentlich nicht ist, große Künstler zu bilden, sondern vornehmlich auf die Verbesserung des Geschmacks und solcher Werke und Arbeiten abzielt, welche im gemeinen Leben vorkommen'. An einem Lehrbuch, in dem die bildenden Künste als ein Ganzes betrachtet werden, habe es bisher gefehlt, und als Autodidakt in den Künsten wusste Prange aus eigener Erfahrung 'wie viel Mühe es kostet, ohne Lehrmeister und ohne schriftlichen Unterricht etwas hierin zu leisten'.
Von 1787 bis 1836 fungierte Prange in Halle als außerordentlicher Professor der Weltweisheit (Philosophie) und der zeichnenden Künste. Der Extraordinarius hielt jahrelang an der Fridericiana Vorlesungen über Architektur und bildende Kunst von der Antike bis in die Neuzeit, daneben auch praktische Übungen im Zeichnen. Bekannt wurde Prange unter Zeitgenossen als Gründer und Leiter einer 1791 in Halle errichteten Königl. Provinzial-Kunstschule. Seit 1786 war er Ehrenmitglied der Preußischen Akademie der Künste, Berlin (Sektion für die Bildenden Künste). Nach dem Tod Friedrichs II. von Preußen (1712–1786) machte er einen Entwurf für eine Sitzstatue des Verstorbenen als Jupiter. Von 1806 bis 1813 litten die Hallenser unter französischer Herrschaft, als die Stadt dem neugeschaffenen Königreich Westphalen einverleibt wurde. Bei der völligen Aufhebung der Universität durch Napoleon (1813) wurde Prange vorübergehend in den Ruhestand getrieben.
Bemerkenswert ist ferner Pranges Aktivität als Schriftsteller, vor allem in den 1780er Jahren. Aus seiner Feder flossen mehrere umfangreiche Werke auf dem Gebiet der Kunst. Diese Arbeiten geben einen guten Einblick in seine vielfältigen Interessen und vor allem seine Zielsetzungen und Methoden als Lehrer. Tätig war er auch als Übersetzer aus dem Französischen und Italienischen, namentlich als Übersetzer und Herausgeber der postum erschienenen Opere (Parma 1780) des deutschen Malers Anton Raphael Mengs (1728–1779).
Pranges Farbenlexicon (1782) war ein ambitionierter Versuch, eine möglichst umfassende 'Farbenmustercharte' auf fester materieller Basis zu schaffen und zugleich ein standardisiertes Referenzsystem zu errichten, in dem alle praktisch erkennbaren Farbtöne der Natur mit individuellen Nummern und Namen gekennzeichnet wurden. Im 1. Band beschreibt Prange zahlreiche Pigmente, deren Anwendung in der Malerei und die exakte Wiedergabe natürlich vorkommender Farbtöne. Der 2. Band enthält 48 Farbtafeln, jede davon mit 96 handgemalten Farbenmustern. Für jede dieser 4 608 Farbnuancen findet man im ersten Band (S. 473–572) eine Katalognummer, einen deutschen Namen und die Proportionen der empfohlenen Pigmente.
Das kostspielige Werk erschien 1782 zu einem Subskriptionspreis von 12 Reichstalern. Autor und Verleger setzten ihre Hoffnung auf einen guten Absatz, nicht nur bei Kunstkennern und Malern, sondern auch bei Naturwissenschaftlern, Fabrikanten und anderen Handwerkern. Die 25 Subskribenten (darunter einige in technischen Gewerben) verpflichteten sich zur Abnahme von insgesamt 33 Exemplaren (Farbenlexikon, S. XXXII). Heute ist das Werk (weltweit) in kaum mehr als 10 öffentlichen Bibliotheken vorhanden.
Im gleichen Jahr veröffentlichte Prange unter dem Titel Schule der Mahlerey einen kleinen Abriss seines Farbkatalogs. Das Buch erschien in einem billigen Format, und als Adressaten nennt er Schüler, Anfänger in der Malerei, Lehrer und 'viele andre Liebhaber der Farben'. Darin beschränkte er sich auf 213 Farbenmischungen, zwei Tafeln mit entsprechenden Farbenproben und eine 'Erklärung der beygefügten Farbentafeln nach ihren Verhältnissen und Bestandtheilen' (S. 76–87).
Obwohl Prange im einschlägigen Schrifttum gut bewandert war, steht er als Farbentheoretiker weit hinter signifikanten Vorgängern wie Louis Bertrand Castel (1688–1757), Tobias Mayer (1723–1762), Johann Heinrich Lambert (1728–1777) und Ignaz Schiffermüller (1727–1809). Prange verfolgte eher praktische Ziele und rechnete mit einem einfachen Grundfarbensystem (Braun, Rot, Blau, Gelb, Schwarz, Weiß) (Farbenlexikon, S. 5). Bahnbrechend waren in seinem monumentalen Farbkatalog die bisher nicht erreichte (und bis heute in Farbatlanten und ähnlichen Publikationen nie übertroffene) Zahl der behandelten Farbtöne, die genaue Spezifikation der Pigmentmischungen und die systematische (teilweise mechanische) Durchführung seiner Benennungsprinzipien (S. 375f.). Lexikologische Untersuchungen haben gezeigt, dass viele dieser Wortbildungen damals gut bekannt waren (z. B. Colombinfarbe, Incarnatfarbe, Mordorebraun, Seladongrün, Tombakbraun, Zimmtbraun), andere hingegen extrem selten oder nur bei Prange belegbar sind (z. B. Ameisenfarbig, Atlasroth, Ligustergrün, Tiegergelb, Tompfaffenroth, Wanzenbraun). Pranges Angaben über seine Pigmentkombinationen sind ebenfalls von Belang als historische Dokumentationsquelle für die semantische Interpretation gewisser Farbwörter (z. B. Braun, Lila, Purpur, Scharlach, Türkis, Violett).

## Schriften
- Christian Friedr. Prangens, Magisters der Weltweisheit und der freyen Künste Entwurf einer Akademie der bildenden Künste, Renger, Halle 1778. Online: Bayerische Staatsbibliothek digital
- Von den Mitteln die schweren Unkosten bey dem Bauen zu erleichtern, durch Verfertigung richtiger Bauanschläge, Johann Christian Hendel, Halle 1780.
- Die Schule der Mahlerey … Nebst einem Anhang Von der Kunst in drey Stunden ein Mahler zu werden, und die Werke der berühmtesten Meister in Farben zu setzen, ohne die Zeichnungskunst erlernt zu haben, 2. Ausgabe, Johann Christian Hendel, Halle 1782. (Anhang aus dem Französischen übersetzt; Originaltitel: L'art de devenir peintre en trois heures, 1750.) Online: Klassik Stiftung Weimar
- Abhandlung über Gegenstände der Kunst, Halle 1782.
- Christian Friedrich Prangens der Weltweisheit und freyen Künste Magister Farbenlexicon, worin die möglichsten Farben der Natur nicht nur nach ihren Eigenschaften, Benennungen, Verhältnissen und Zusammensetzungen, sondern auch durch die wirkliche Ausmahlung enthalten sind. Zum Gebrauch für Naturforscher, Mahler, Fabrikanten, Künstler und übrigen Handwerker, welche mit Farben umgehen. Mit 48 illuminirten Tafeln und einer großen Landschaft, 2 Bände, Johann Christian Hendel, Halle 1782. Online: SLUB Dresden
- Encyklopädie der alten Geschichte, Götterlehre, Fabeln und Allegorien für Schullehrer und Künstler in alphabetischer Ordnung, Johann Christian Hendel, Halle 1783.
- Magazin der Alterthümer, oder Abbildungen von den vornehmsten geschnittenen Steinen, Büsten, Statuen, Grouppen, erhabenen und vertieften Arbeiten, Gemählden, Vasen und anderen Geräthschaften …, 4 Bände, Johann Christian Hendel, Halle 1783-4.
- Systematisches Verzeichniß aller derjenigen Schriften welche die Naturgeschichte betreffen; von den ältesten bis auf die neuesten Zeiten, Johann Christian Hendel, Halle 1784.
- Abhandlungen über verschiedene Gegenstände der Kunst, welche durch seine zu Halle errichtete Zeichenschule bey jedesmaliger Ausstellung der Gemählde veranlaßt worden, 5. Stück: Ueber den Flor der Kuenste in unserm jetzigen Zeitalter nebst einigen Bemerkungen ueber die Schriften des Anton Raffael Mengs, Johann Christian Hendel, Halle 1785.
- (Übers.): Die Beurtheilung des Schönen in den zeichnenden Künsten nach den Grundsätzen eines Sulzers und Mengs, Johann Christian Hendel, Halle 1785. (Orig. von Francesco Milizia: Dell’arte di vedere nelle belle arti del disegno, 1781.)
- (Übers. und Hg.): Des Ritters Anton Raphael Mengs Hinterlaßne Werke, 3 Bände, Johann Christian Hendel Halle 1786.
- (Übers.): Vollständige Anweisung zur Oehlmahlerei für Künstler und Kunstfreunde, nebst einem Anhang, über die geheimnißvolle Kunst, alte Gemählde zu restauriren, Hemmerle u. Schwetschke, Halle 1828; 2. Ausgabe: Schwetschke, Halle 1838. (Orig. von Pierre Louis Bouvier: Manuel des jeunes artistes et amateurs en peinture.)